# Шевченкіана

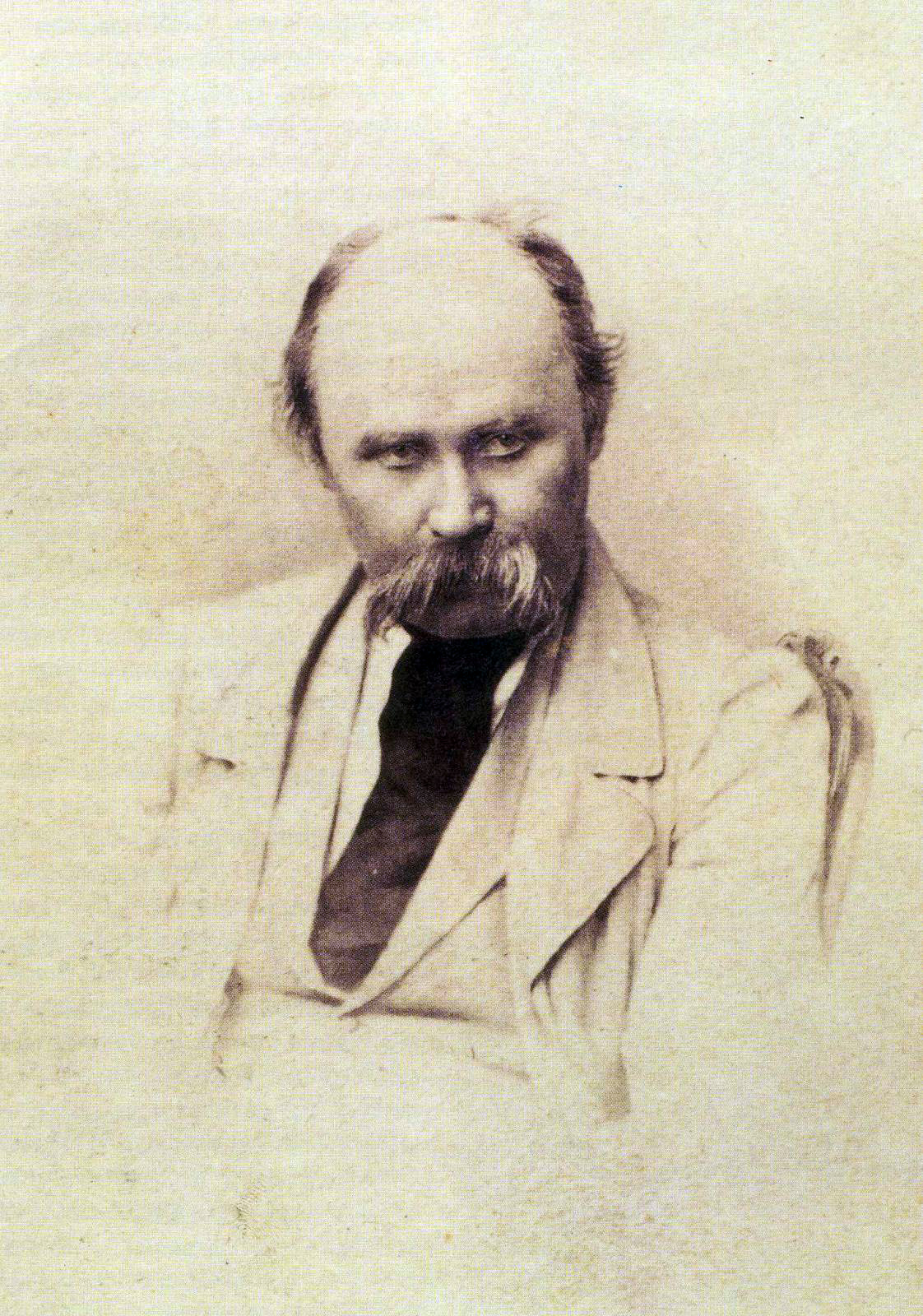
Тарас Шевченко, світлина 1860 року

Шевченкіана — зібрання, сукупність творів літератури і мистецтва, пов'язаних із життям і творчістю Тараса Шевченка, а також усі видання його творів.
Над бібліографуванням шевченкіани працювали українські бібліографи та літературознавці Іван Бойко, Григорій Коцур, Федір Сарана та інші.

## Книги, бібліографічні покажчики
- Поетична Шевченкіана Тернопілля. — Тернопіль: Терно-граф, 2007. — 120 с.[1]
- Сарана Ф. Матеріали до бібліографії Шевченкіани за роки Великої Вітчизняної війни. — 1958.
- Сарана Ф. Стан і завдання бібліографії Шевченкіани. — 1961.
- Донецька Шевченкіана - «Донецька Шевченкіана у датах та подіях: 1851-2014» – довідкове видання, в якому вперше в хронологічному порядку зафіксовано події, публікації, видання, присвяти та ін., які пов’язують ім’я Т.Г.Шевченка з Донбасом.[2][3]

## Шевченкіана авторів
- серія скульптурних робіт Володимира Лупійчука (1978—1988);
- серія робіт Івана Марчука з циклу «Голос моєї душі» (сорок два твори зі ста задуманих)[4][5];
- серія робіт Олега Шупляка з серії «Двовзори»;
- серія медалей Любомира-Богдана Терлецького.

## Шевченкіана колективів
- «Шевченкіана» — концертна програма хорової капели «Галичина»[6].